# Битва за Прилуки
Бої за Прилуки — збройне протистояння ЗСУ та ЗС РФ на околицях міста Прилуки Чернігівської області. Частина бойових дій під час оборони міста Прилуки в рамках повномасштабного вторгнення РФ в Україну.
Для російських військ Прилуки були надзвичайно важливі через їхнє розташування — поблизу міста проходила основна траса H07, яка вела із Сум до Києва. Ймовірно, на базі Прилук росіяни мали облаштували «перевалочний пункт» між Сумською областю і Києвом.

## Перебіг подій
27 лютого розпочались бої за місто. Частина боїв була на Мільківській горі (на околицях села Мільки).
28 лютого ліквідовано танкову роту російських окупантів.
4 березня росіяни здійснили невдалі просування. ЗСУ відбивали просування росіян на місто.
7 березня під Прилуками ЗСУ розбили російську колону бензовозів.
17 березня ЗСУ знищили ворожий підрозділ і затрофеїли Ураган-1М.